# Chiesa di Nostra Signora Assunta (Castelvecchio di Rocca Barbena)
La chiesa di Nostra Signora Assunta è la parrocchiale di Castelvecchio di Rocca Barbena, in provincia di Savona e diocesi di Albenga-Imperia; fa parte del vicariato di Albenga.

## Storia
La primitiva chiesa di Castelvecchio sorse nel XII secolo; essa fu successivamente elevata al rango di pieve matrice retta da un arciprete.
Nel Quattrocento la chiesa venne interessata da un intervento di ampliamento; ne risultò un edificio a tre navate coperte da capriate lignee e concluse da altrettante absidi.
Il vescovo di Mariana e Accia Nicolò Mascardi, durante la sua visita apostolica del 1586, trovò che vi erano in totale quattro altari e ordinò che si riparasse il pavimento e che si imbiancassero le pareti.
Successivamente alla visita del 1587 del vescovo Luca Fieschi la parrocchiale fu adeguata ai canoni della controriforma e, con l'occasione, pure rimaneggiata; nel 1636 venne costruito l'altare della Madonna del Carmine.
Tra il 1841 e il 1842 fu posato il nuovo pavimento e nel 1872 si procedette al rinnovo del coro e della volta absidale; danneggiata dagli eventi sismici del 1970-71, la chiesa venne restaurata tra il 1972 e il 1973.

## Descrizione

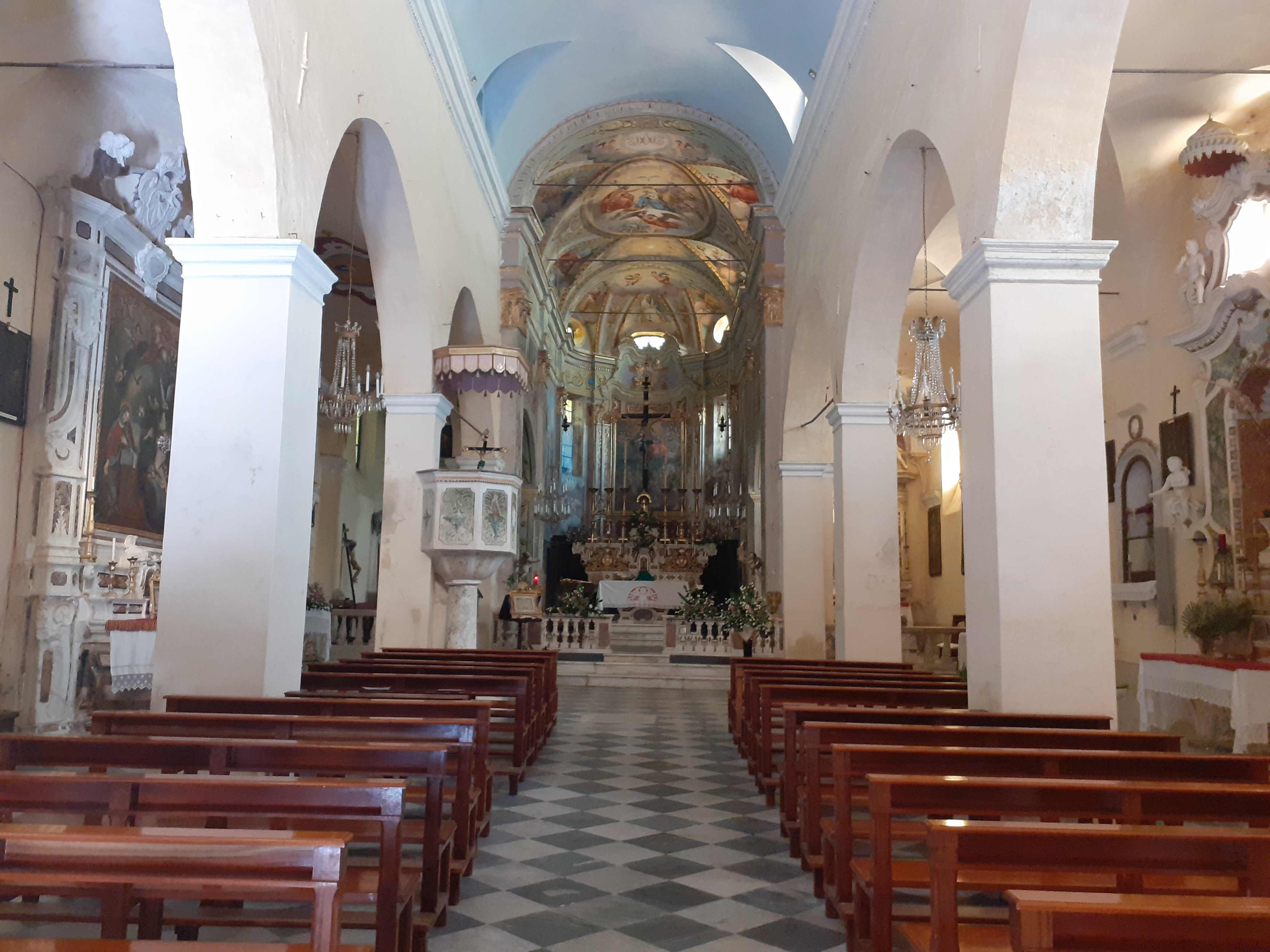
La navata centrale

### Esterno
La facciata a salienti della chiesa, rivolta a ponente, presenta al centro il portale d'ingresso protetto da una tettoia sorretta da un arco a tutto sesto e sopra una finestra a mezzaluna; sulla destra, invece, vi è la cornice di un antico ingresso trecentesco, poi murato, caratterizzata da una raffigurazione della Vergine con il Bambino assieme a due Santi.
Annesso alla parrocchiale è il campanile a base quadrata, abbellito da archetti pensili; la cella presenta su ogni lato una monofora ed è coronata dalla guglia piramidale.

### Interno
L'interno dell'edificio è suddiviso da pilastri sorreggenti archi a tutto sesto in tre navate, di cui la centrale coperta da volta a botte e le laterali da volte a crociera; al termine dell'aula si sviluppa il presbiterio, ospitante l'altare maggiore e chiuso dall'abside semicircolare.
Qui sono conservate diverse opere di pregio, tra le quali gli affreschi della volta raffiguranti le Virtù Cardinali, il medaglione con soggetto la Santissima Trinità che incorona la Madonna e il coro ligneo, intagliato nel 1872.